# Capela de Nossa Senhora do Cabo (Linda-a-Velha)

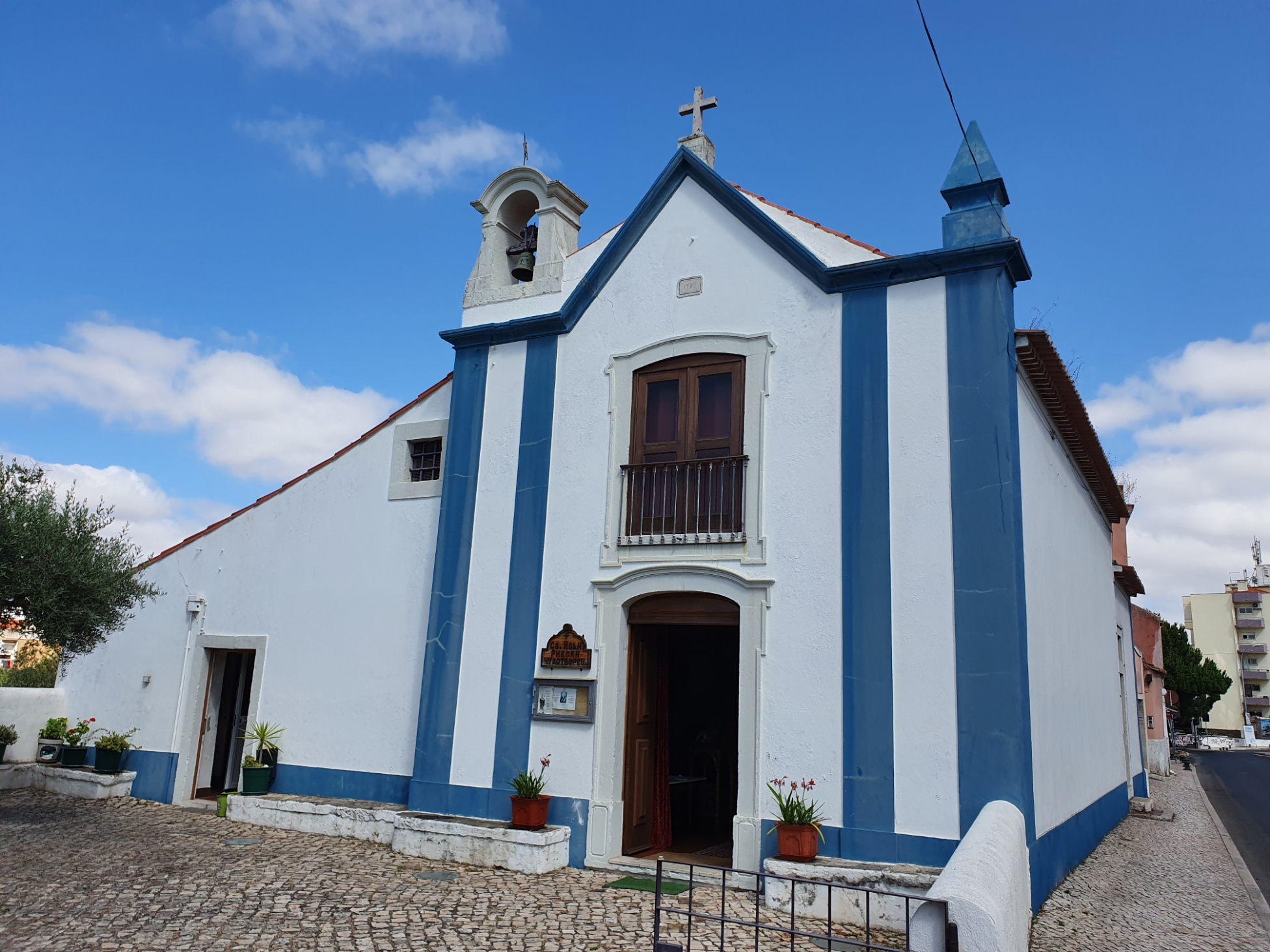
Capela de Nossa Senhora do Cabo, em Linda-a-Velha

A Capela de Nossa Senhora do Cabo situa-se em Linda-a-Velha, na atual freguesia de Algés, Linda-a-Velha e Cruz Quebrada-Dafundo, no Município de Oeiras.
Diz-se que foi mandada construir pelo Padre António Xavier Ligeiro (que se encontra sepultado debaixo do altar-mor), tendo ficado pronta em 1780, já depois da sua morte.
A capela é referenciada em 1865 e 1872 em notas, respectivamente, dos padres Francisco Figueira e Pinho Leal. Contudo em ambos os casos não são dadas mais informações sobre a sua fundação, aspecto ou localização exacta. Dado o seu aspecto geral actual, e as suas características, especula-se que o edifício actual tenha sido reconstruído após o terramoto de Lisboa.
Em qualquer dos casos, a capela à data da sua construção teria vista sobre o Cabo Espichel (hoje obstruída pelas construções modernas), onde existe igualmente uma capela (o Santuário de Nossa Senhora do Cabo Espichel) dedicada a Nossa Senhora do Cabo. Dado que na altura em Algés uma parte grande da população seriam pescadores, é provável que o local e a dedicação a Nossa do Cabo estejam de alguma forma ligados ao santuário no Espichel, alvo ainda hoje da devoção e romaria anual por mar dos pescadores de Sesimbra, por exemplo.
Em 1991, foi alvo de restauro por parte da Câmara Municipal de Oeiras.